# Inwazja (film)
Inwazja (ang. The Invasion) – amerykański thriller SF z 2007 roku, wyreżyserowany przez Oliviera Hirschbiegela. Scenariusz filmu powstał na podstawie powieści Jacka Finneya Inwazja porywaczy ciał (1955). Jest to czwarta w kolejności adaptacja tej powieści, po filmach Inwazja porywaczy ciał (1956), Inwazja łowców ciał (1978) i Porywacze ciał (1993).

## Obsada
- Nicole Kidman – Carol Bennell
- Daniel Craig – Ben Driscoll
- Jeremy Northam – Tucker Kaufman
- Jackson Bond – Oliver
- Jeffrey Wright – dr Stephen Galeano
- Veronica Cartwright – Wendy Lenk
- Josef Sommer – dr Henryk Belicec
- Celia Weston – Ludmilla Belicec
- Roger Rees – Yorish
- Eric Benjamin – Gene
- Susan Floyd – Pam
- Stephanie Berry – Carly
- Alexis Raben – asystentka dr Beliceca
- Adam LeFevre – Richard Lenk
- Joanna Merlin – Joan Kaufman
- Jeff Wincott – policjant

## Fabuła
Podczas lądowania wracającego z kosmosu wahadłowca Patriot dochodzi do katastrofy. Pojazd roztrzaskuje się na drobne kawałki, które rozsypują się po całych Stanach Zjednoczonych. Na częściach wraku odkryto substancję pochodzenia kosmicznego. Każda istota ludzka stykająca się z nią zmienia się nie do poznania, staje się nieludzko nieczuła. W miarę upływu czasu coraz więcej ludzi zaczyna się zmieniać. Psychiatra Carol Bennell (Nicole Kidman) informuje swojego przyjaciela – lekarza Bena Driscolla (Daniel Craig), że dzieje się coś bardzo złego. Rząd oficjalnie twierdzi, że dziwna choroba to nowa odmiana grypy. Zanim doktor Bennell odkrywa całą prawdę pozwala swojemu synowi na odwiedziny u ojca – urzędnika Centrum Kontroli Chorób, który był jednym z pierwszych ludzi przybyłych na miejsce katastrofy. Prawda jest taka, iż kosmiczne zarodniki atakują ludzi podczas snu, zmieniają swoją ofiarę w formę życia wyglądającą i mówiącą jak człowiek, ale odartą z wszelkich ludzkich uczuć. W ciągu niespełna jednej nocy ludzie otaczający Carol Bennell przekształcają się i ich jedynym celem jest zakazić innych i przejąć kontrolę. Carol stara się nie zasnąć i wyrusza na poszukiwanie swojego syna, który jest kluczem.